# Evgeniya Startseva
Evgeniya Aleksandrovna Startseva (Chelyabinsk, Rússia 12 de fevereiro de 1989) é uma jogadora de voleibol russa.
Com 1,85 m de altura, Startseva é capaz de atingir 2,94 m no ataque e 2,9 m quando bloqueia.Startseva como é mais conhecida é umas das melhores revelações de levantadoras russas, devido a sua grande estatura que a ajuda em seu bloqueios e levantamentos.

## Carreira
Começou a jogar voleibol em Chelyabinsk no ano de 1996. Sua estreia na Seleção Russa aconteceu em 2007 na cidade de Ankara. Evgeniya foi vice-campeã do Grand Prix de Voleibol de 2009. Em 2010, Startseva foi campeã mundial com a seleção de seu país do Campeonato Mundial de Voleibol Feminino de 2010 disputado no Japão. Em 2012 fez parte da equipe russa que disputou os jogos Olímpicos de Londres, apesar da eliminação da seleção russa nas quartas de finais, Startseva foi eleita segundo as estatísticas a melhor levantadora das olimpíadas de Londres 2012. Atualmente joga no Dinamo Moscou.

## Premiações individuais
- Yekaterinburg 2010: Melhor Levantadora
- Londres 2012: Melhor Levantadora

## Títulos
- Campeonato Mundial de 2010